# 荒馬大五郎
荒馬 大五郎（あらうま だいごろう、1793年5月5日 - 1849年7月16日）は、下総国千葉郡馬加村（現在の千葉県千葉市花見川区幕張）出身で桐山部屋、大坂相撲の小野川部屋に所属した大相撲力士。本名は川島 重美（紋重郎）。最高位は関脇。2代目年寄宮城野を襲名。身長197cm、

## 来歴
- 初土俵 1814年4月
- 新入幕 1814年4月
- 最終 1835年1月

文化8年～11年11月は横須賀藩のお抱え

## 逸話
出生地の幕張には墓があり、「宮城野馬五郎重美之墓」とある。

## 通算成績
- 幕内在位 41場所
- 幕内成績 127勝94敗26分5預9無128休 勝率.575

## 改名歴
千葉ヶ嵜→荒馬紋蔵→荒馬大五郎→宮城野馬五郎→年寄宮城野